# Detrekőszentpéter
Detrekőszentpéter (szlovákul Plavecký Peter, németül Blasenstein-Sankt-Peter) község Szlovákiában, a Nagyszombati kerületben, a Szenicei járásban.

## Fekvése
Malackától 26 km-re északkeletre fekszik.

## Története
A falut valószínűleg a 11.–12. században alapították. Írott forrásban 1394-ben említik először, amikor Zsigmond király a detrekői uradalmat a Stíbor családnak adja. 1553-ban a Serédy családé. 1709-ben a Rákóczi-szabadságharc alatt a falu leégett, 1776-ban újra tűzvész pusztított. 1828-ban 105 házában 770 lakos élt. Lakói főként mezőgazdasággal foglalkoztak.
Vályi András szerint "Detrekő Sz. Péter. Tót falu Pozsony Várm. földes Ura Gr. Pálfy Uraság, lakosai katolikusok, fekszik hegyes helyen, Fejérhegyénél; határja 2 nyomásbéli, ’s leginkább rozsot, és kendert terem; réttye, mezeje elég van, szőleje nints, folyó vizei nedvesítik, erdeje is van; piatza Nagyszombatban."
Fényes Elek szerint "Detrekő Sz. Péter, Pozson m. tót falu, 684 kath., 25 zsidó lak. Kat. paroch. templommal, s három vizimalommal. Szántóföldei részint rónák, s nem a legtermékenyebbek; de erdeje szép."
A trianoni békeszerződésig Pozsony vármegye Malackai járásához tartozott.

## Népessége
| Év:            | 1994. | 2004.   | 2014.   | 2024.   |
| -------------- | ----- | ------- | ------- | ------- |
| Emberek száma: | 624   | 645     | 628     | 607     |
| Eltérés:       |       | +3,36 % | -2,63 % | -3,34 % |

| Év:            | 2023. | 2024.   |
| -------------- | ----- | ------- |
| Emberek száma: | 610   | 607     |
| Eltérés:       |       | -0,49 % |

1910-ben 578, túlnyomórészt szlovák lakosa volt.
2001-ben 630 lakosából 622 szlovák volt.
2011-ben 642 lakosából 597 szlovák.

## Nevezetességei
- Római katolikus temploma 1600-ban épült a korábbi templom helyén, reneszánsz stílusban. 1712-ben barokk stílusban építették át.